# Campionati europei di slittino 1994
I Campionati europei di slittino 1994 sono stati la 34ª edizione della competizione.
Si sono svolti a Schönau am Königssee, in Germania.

## Medagliere
| Pos.   | Nazione  | Oro | Argento | Bronzo | Totale |
| ------ | -------- | --- | ------- | ------ | ------ |
| 1      | Italia   | 3   | 1       | 1      | 5      |
| 2      | Austria  | 1   | 0       | 1      | 2      |
| 3      | Germania | 0   | 3       | 2      | 5      |
| Totale | Totale   | 4   | 4       | 4      | 12     |

## Podi
| Evento            | Oro | Argento                                                                                 | Bronzo                                                                                          |
| Singolo Maschile  | Markus Prock                                                                                           | Georg Hackl                                                                             | Armin Zöggeler                                                                                  |
| Singolo Femminile | Gerda Weissensteiner                                                                                   | Jana Bode                                                                               | Gabriele Kohlisch                                                                               |
| Doppio            | Hansjörg Raffl Norbert Huber                                                                           | Kurt Brugger Wilfried Huber                                                             | Yves Mankel Thomas Rudolph                                                                      |
| Squadre mista     | Italia Armin Zöggeler Norbert Huber Gerda Weissensteiner Natalie Obkircher Kurt Brugger Wilfried Huber | Germania Georg Hackl René Friedl Jana Bode Gabriele Kohlisch Yves Mankel Thomas Rudolph | Austria Markus Prock Markus Schmidt Doris Neuner Andrea Tagwerker Tobias Schiegl Markus Schiegl |